# Tauberrettersheim
Tauberrettersheim est une commune de l'arrondissement de Wurtzbourg en Basse-Franconie appartenant à la communauté de communes de Röttingen. Tauberrettersheim est situé sur la rive gauche de la  Tauber.
À l'entrée du bourg se trouve un pont d'une longueur de 54 m construit en 1733 par l'architecte baroque Balthasar Neumann. Sa section centrale a été détruite lors de la Seconde Guerre mondiale puis reconstruite en 1947.